# Fließ
Fließ é um município da Áustria, situado no distrito de Landeck, no estado do Tirol. Tem 47,49 km² de área e sua população em 2019 foi estimada em 3.051 habitantes.